# 1980 Tour
1980 Tour (в переводе с англ. — «Тур 1980-го») — первый тур группы Depeche Mode. Предположительно, на нём исполнялись песни бывшей группы «Composition of Sound» и будущего альбома «Speak & Spell» (так как некоторые песни из него были написаны Винсом Кларком ещё до образования Depeche Mode). В общей сложности, прошло 19 концертов в 7 точках, находящихся в 5 городах. Проводился с 31 мая по 28 декабря.

## Концерты
Все даты относятся к 1980 году. Сортировка производится по количеству концертов в этом городе.
| Город         | Место проведения      | Дата        |
| ------------- | --------------------- | ----------- |
| Лондон        | Бриджхаус             | 24 сентября |
| Лондон        | Бриджхаус             | 16 октября  |
| Лондон        | Бриджхаус             | 23 октября  |
| Лондон        | Бриджхаус             | 30 октября  |
| Лондон        | Бриджхаус             | 12 ноября   |
| Лондон        | Бриджхаус             | 10 декабря  |
| Лондон        | Бриджхаус             | 28 декабря  |
| Лондон        | Робби Скотта          | 29 октября  |
| Лондон        | The Venue             | 18 декабря  |
| Рэйлидж       | Crocs                 | 16 августа  |
| Рэйлидж       | Crocs                 | 30 августа  |
| Рэйлидж       | Crocs                 | 20 сентября |
| Рэйлидж       | Crocs                 | 11 октября  |
| Рэйлидж       | Crocs                 | 25 октября  |
| Рэйлидж       | Crocs                 | 8 ноября    |
| Рэйлидж       | Crocs                 | 29 ноября   |
| Базилдон      | Школа Святого Николая | 31 мая      |
| Саутенд-он-Си | Александрийский паб   | июль 1980   |
| Саутенд       | Технический колледж   | 14 ноября   |

## Состав
- Гаан, Дейв — вокал
- Гор, Мартин — гитара, клавишные, бэк-вокал, вокал
- Флетчер, Энди — клавишные
- Кларк, Винс — клавишные